# تار آئرولینئاس
تار آئرولینئاس (به انگلیسی: TAR Aerolineas) یک شرکت هواپیمایی است که در ۱۲ آوریل ۲۰۱۲ میلادی تأسیس شده و در ۱۵ ژانویه ۲۰۱۴ فعالیتش را آغاز کرده‌است. دفتر مرکزی تار آئرولینئاس در کرتارو، کرتارو واقع شده‌است و به ۱۶ مقصد، پرواز انجام می‌دهد.

## مقصدهای پروازی
|  | قطب       |
|  | شهر مرکزی |
|  | مقصد آتی  |
|  | فصلی      |
|  | متوقف‌شده  |